# Cucullia tristis
Cucullia tristis là một loài bướm đêm trong họ Noctuidae.